# Eatonville (Floryda)
Eatonville – miasto w Stanach Zjednoczonych, w stanie Floryda, w hrabstwie Orange.